# Señor de Áncara

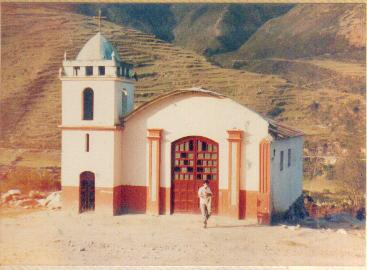
Antigua capilla del Señor de Áncara

El Señor de Áncara es una de las festividades del mes de las cruces más importantes del centro del Perú. Se venera la imagen de un Cristo crucificado que inicialmente era una cruz ubicada en el paraje denominado Áncara, a 2 kilómetros de la Plaza de Armas del Distrito de Paucartambo, en el Departamento de Pasco, en los andes centrales del otrora imperio de los Incas.

## Origen del nombre
La palabra Áncara proviene indiscutiblemente del quechua y se le atribuye varios significados dependiendo de las interpretaciones y teorías etimológicas. Un primer significado combina la palabra anka, que significaría 'águila real' o 'cóndor andino', o anqa, que significa 'azul cerúleo'; con "-cara" que provendría de karwa, 'amarillo', o más probablemente de qhawaq, 'centinela', 'portero' o 'sereno' ('quien observa o vigila con astucia'). Combinando las teorías podríamos obtener: "águila real amarilla" o "águila real vigilante", también obtenemos "azul cerúleo-amarillo", o "azul cerúleo que observa o vigila".

## Historia
Paradójicamente la presencia de los conquistadores en América, hizo llegar la espada de ultramar, y al mismo tiempo trajo consigo la presencia de cruces que dejaron a su paso por las entrañas del ande peruano. Una de ellas, ubicada a sólo 2 kilómetros de la capital del Distrito de Paucartambo, en el camino que conduce a los poblados de Chupaca, Ninacaca, Liriopampa y Huachón, inicialmente a través de una simple capilla construida a base de piedras, barro y techo de paja, en el que asomaba una cruz con el Cristo pintado en la parte superior del madero, se convirtió con el paso de los años en el centinela sereno de los pobladores del valle de Paucartambo.
En 1956, 26 de mayo, se registra la traída de la escultura de la imagen del Cristo crucificado hacia Paucartambo, gracias a la iniciativa de Don Juan Pozo Yarasque, y al apoyo de Juan Lugo Villavicencio, Matilde Galván y al transporte de Gervacio Samaniego. Al día siguiente el párroco Ricardo Vásquez Yacolca bendijo la imagen en acto litúrgico que tuvo como padrinos al donante Juan Pozo y a Doña Felicita Rojas. En la ceremonia de bendición hizo uso de la palabra Don César Lugo, quien más allá de congratular a los padrinos, exhortó al pueblo a mantener la fe y amor hacia el cristianismo. Aunque oficialmente no hubo fiesta como actualmente se celebra, se registra la realización de las festividades de aquel año lideradas por Cirilo Solís como Alférez y Venturo Melo como Mayordomo.
Esta conversión confesa, conformó la hermandad del señor de Ancara, cuyos devotos acordaron la construcción de una capilla más amplia en un terreno de 350 m², comprado a la familia Arias en el año 1958. La capilla inicialmente tuvo una dimensión de 92 m².
Luego se construyó el actual Santuario bajo la presidencia de Amancio Vásquez Arias, cuya dimensión es de 160 m².

## Festividades
Como día central de la fiesta se escogió el 28 de mayo, en honor a la fecha en que se celebra año a año el milagro de la presencia de la escultura traída de la capital limeña al pueblo de Paucartambo. 
En la actualidad la fiesta dura casi medio mes de mayo, después de la quincena y tiene como días principales el 27 de mayo, fecha en la que se realiza la gran verbena en la plaza principal, gran "tapunacuy", es decir, competencia de bandas y orquestas, se realiza la quema de castillos y fuegos artificiales en la plaza 28 de Julio.
El 28, día central de la fiesta se lleva a cabo la Misa solemne en la Iglesia Matriz del pueblo, y se da inicio a la peregrinación a la capilla de Ancara en procesión, los fieles cargan en hombros al cristo crucificado, luego comienza la veneración en la capilla de Ancara, se presentan los nuevos mayordomos del siguiente año (día 29), con bandas, orquestas y bailarines.
El 30 de mayo finalmente se presentan oficialmente los nuevos mayordomos en el coliseo municipal, se realiza el concurso de orquestas y bailantes, exhibiciones de danzas de las regiones peruanas. Su culto es conocido en todo el Perú e incluso en el extranjero.

## Chonguinos
Vestirte de luces cual torero es vestirse de “chonguino” en los andes peruanos, durante el denominado mes de las cruces, mayo, y ser chonguino implica interpretar satíricamente a los conquistadores que bajo estos típicos atuendos en tiempos pretéritos, ultrajaron a nuestros indígenas. Chonguino es pues un imitador burlesco de aquellos personajes del Viejo Mundo. Por ello, si detallamos la indumentaria, apreciaremos prendas adornadas con oro y plata que formaban parte de la codicia del conquistador de ultramar.  
El hombre lleva un bastón en la mano y la dama un pañuelo de seda. El ritmo que lleva es lento, con movimientos que imitan el minué francés que solía bailar Napoleón Bonaparte, Miranda, incluso Bolívar. Cuentan que Bolívar en una ocasión allá en Ayacucho no pudo contenerse frente a una hermosa huamanguina y en pleno minué le estampó un sonoro beso, al instante un más sonoro bofetón se oyó en medio del salón, era la mejilla del Libertador más roja que el mejor tomate del Perú. La orquesta que tocaba el minué dejó de tocar, se hizo un absoluto silencio en medio de las parejas que dejaron de bailar. Algunos susurros dejaban oír un: ahora Manuelita, nombre de la dama Huamanguina, te fusilan. Pero Bolívar aprovechó el silencio para dirigirse a la concurrencia, tomando de la mano a Manuelita: señoras y señores, este gesto de la hermosa huamanguina me ha gustado, pues indica dignidad y altivez. A cuantas he besado yo confiado en el alto honor y prestancia de mi persona, pero ella ha puesto en su sitio al Libertador y por lo tanto aplaudo y felicito la actitud de la bella manuelita. Luego, señores y damas, ¡que siga la fiesta! Cuentan que hubo un aplauso estruendoso y la fiesta duró hasta la madrugada del 14 de septiembre de 1824. No se había producido aún el Waterloo de esta parte del continente, Ayacucho, pero ya el Libertador comenzaba a comprender que éste era el mejor escenario para dar la batalla final contra los conquistadores. No solo por su ubicación geográfica y estratégica, sino por el recio carácter y el honor de su gente huamanguina. De modo que los andes peruanos en mayo recrean una especie de minué francés, en esta oportunidad con acordes de melodías de una orquesta compuesta por músicos que cargan saxos, violines y pesadas arpas por las callejuelas de los pueblos en medio de una tertulia de tragos tradicionales hechos a la medida del frío típico de la zona andina.
El traje de la dama da la impresión de no una sino muchas faldas sobrepuestas, con coloridos bordados y blusa de seda, un paño especial bordado llamado pañolón, sostenido por un broche de plata u oro con piedras preciosas, zapatos de charol y sombrero de fina paja. En el pecho la indumentaria suele llevar una especie de pechera de hasta 15 kilos de plata que al bailar luce resplandeciente. El varón usa camisa de seda, corbata roja y chaqueta adornada con prendedores de plata, sombrero de paño negro con unas vistosas plumas y un pantalón bordado tipo pescador en nuestros tiempos, que sólo le llega hasta las rodillas. Mención aparte merecen las medias rosadas que lucen los bailantes, que por lo general son “panty”, súper incómodas si debutas en estas lides. Creo que después de esta experiencia comprendes más a las mujeres. En cuanto a los zapatos suelen ser de charol o sandalias bordadas. Los hombros de un chonguino son de lo más particulares, pues le dan una especie de jerarquía militar al estar constituidos por placas de plata. Una banda tipo presidencial cruza el pecho del chonguino, con un cuerno también de plata que cuelga de su cintura, es decir, todo ello termina configurando, bastón de madera en mano y máscara de fina malla metálica en el rostro, el más osado personaje europeo, de grandes bigotes y patillas dibujadas.
Junín, el valle del Mantaro, Tarma, Jauja, Concepción, Huancayo, Chupaca y Paucartambo, son los epicentros del derroche de elegancia y de mantener viva la historia y la libertad de nuestros pueblos de a pie, que alguna vez fue sojuzgada por el imperio de aquella época, España.

## Oración al Señor de Áncara
Señor de Ancara
No hay corazón sin palpitarte,
que estando a tu lado
no haya sentido escucharte.
Hoy mi corazón te ha palpitado
como lo hace siempre
que necesita ser amado.
Señor de Ancara,
te escucho con el corazón,
para que me lo recomiendes
en la búsqueda de tu razón,
y así me lo remiendes,
con tu perdón.
Señor de Ancara
esta vida divide los corazones
en partes desiguales,
donde la parte mayor
fatalmente está llena de sinrazones,
hoy quiero sentir un corazón
sin fracciones,
uno lleno de buenas razones,
como el tuyo mi Cristo del alma,
como el tuyo mi Señor de Ancara.

## Himno Oficial del concurso: La Flor de Picahuay
La Flor de Picahuay es el himno de Paucartambo y su compositor y poeta Don César Augusto Lugo Bao. El tema está registrado por la Asociación Peruana de Autores y Compositores APDAYC con el número 12428. El disco original que lanzó a la fama el tema fue interpretado por uno de los más queridos cantantes folklóricos del centro del Perú, Víctor Alberto Gil Mallma, “Picaflor de los Andes”.

FLOR DE PICAHUAY
(Huayno)
!Ay que bonita sombra tienes,
mi arbolito de picahuay
para el amor, para el recuerdo

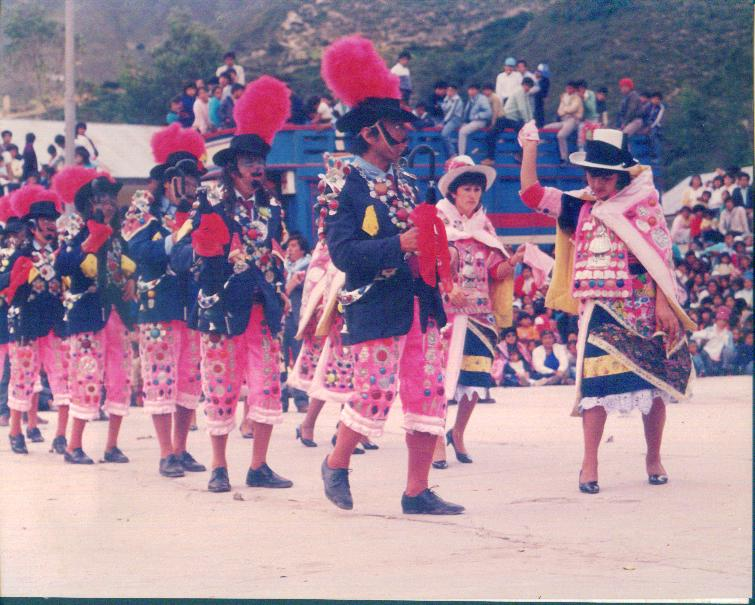
La Chunguinada, en pleno concurso de danzas alegóricas al Señor de Áncara

no hay mejor que la flor de picahuay
que la flor de picahuay.

Allá en el frente, en el pajonal
está floreando mi picahuay
paucartambina que ansiosa llevas
en tu sombrero la flor de picahuay
a la flor de picahuay.

FUGA
Paucartambina, color canela
grabaré tu nombre en las hojas de picahuay,
cuando me vaya, cuando me ausente,
para que recuerdes a la flor de picahuay,
a la flor de picahuay.

Letra: César A. Lugo Bao.
Música: Luis Alberto Gil Mallma
(A «Picaflor de los Andes»)

## Oración en tiempos de cuarentena
MI DESCRUCIFICADO JESÚS
Hoy que aún sientes el peso de la cruz
Y que intentas ponerte de pie,
He venido a llevarte conmigo
A cargar mi peso existencial
Con tu luz.

He venido con mi máscara
Y mis guantes,
Para no contagiarte mí desgracia
Para no herirte en la herida,
Dolerte en el dolor
Matarte en la muerte.

He venido en el 20, 20,
Como estaba escrito
A clamarte, vente, vente…
Jesucristo!

Hoy domingo de resurrección
Sé que aún te duele el dolor,
Te calla el silencio,
Te ahoga la sed,
Te inunda el vacío.

Señor, tu máxima creación
Ha vuelto a su caverna,
Y con ella ha vuelto el amor,
Pero aún hay odio, egoísmo,
Indiferencia.

Sin embargo, has vuelto tú mesías,
Descolgado, desclavado de tu cruz,
Y vuelves por aquel pan de cada día,
Que tanta falta le hace a la mayoría.

Vuelves en tiempos de cuarentena,
No para encarcelarnos y dejarnos sin cena,
Sino para sanar nuestras heridas,
Y acompañarnos,
Dándole fe a nuestras vidas,

A los pobres, pobres,
Materialmente pobres,
Pero ricos con tu espíritu.
Para hacer tu camino al andar
Aunque todos nos culpen
De andar y andar
Repartiendo el mal,

En tiempos donde nadie puede,
Nadie debe, salir, salir,
Y morir.

Sólo tú, oh Dios creador, sabes,
Que si no muriera yo,
Otro rico tomara esta cremación,
Pues soy un pobre andador…
a dónde iré a parar…
A una fosa común?

Perdón, en verdad os digo,
No moriré!
Como no lo has hecho tú
Mi descrucificado Jesús.
Como nos has preparado tú
Mi eterno Rabí.

Del libro: "Paucartambo, cien años después..."
Autor: JCR